# Titularerzbistum Nicaea
Nicaea (ital.: Nicea) ist ein Titularerzbistum der römisch-katholischen Kirche.
Es geht zurück auf einen untergegangenen Bischofssitz in der antiken Stadt Nikaia in der kleinasiatischen Landschaft Bithynien.
| Titularerzbischöfe von Nicaea      |                                                                         |                    |                    |
| Name                               | Amt                                                                     | von                | bis                |
| Giovanni di Prangins               | emeritierter Bischof von Aosta (Italien)                                | 23. Oktober 1444   | 7. Mai 1446        |
| Henri de Albertis                  | war von 1459 bis 1461 Titularbischof von Acre, Weihbischof von Vercelli | 19. Oktober 1461   | † 25. April 1475   |
| Vittore Soranzo                    | Koadjutorbischof von Bergamo (Italien)                                  | 18. Juli 1544      | 19. Januar 1547    |
| Melchior Miguel Carneiro Leitão SJ | Koadjutorpatriarch von Äthiopien                                        | 23. Januar 1555    | 29. Juni 1577      |
| Juan Beltrán de Guevara            | emeritierter Bischof von Mazara del Vallo (Italien)                     | 16. Januar 1573    |                    |
| Vincenzo Quadrimano                | Weihbischof in Ostia und Velletri (Italien)                             | 12. August 1592    |                    |
| Bernardino Piccoli                 | Koadjutorbischof von Strongoli (Italien)                                | 15. Dezember 1621  | 2. Oktober 1627    |
| Diego Secco SJ                     | Koadjutorpatriarch von Äthiopien                                        | 19. Dezember 1622  | 4. Juli 1623       |
| Apolinar Almeida SJ                | Koadjutorpatriarch von Äthiopien                                        | 22. März 1627      | 15. Juni 1638      |
| Jacobus de La Haye OSSpiritus      | Apostolischer Legat in Istanbul (Türkei)                                | 3. März 1653       |                    |
| Gasparo Carpegna                   |                                                                         | 16. Juni 1670      | 22. Dezember 1670  |
| Carlo Vaini                        |                                                                         | 19. Januar 1671    | 15. Mai 1679       |
| Giovanni Giacomo Cavallerini       | Apostolischer Nuntius                                                   | 25. Juni 1692      | 21. Mai 1696       |
| Tommaso Ruffo                      | Apostolischer Nuntius                                                   | 7. April 1698      | 25. Juni 1706      |
| Ferdinando Nuzzi                   |                                                                         | 7. Juni 1706       | 30. März 1716      |
| Giuseppe Firrao                    | Apostolischer Nuntius                                                   | 2. September 1714  | 11. Dezember 1730  |
| Silvio Valenti Gonzaga             | Pro-Staatssekretär                                                      | 18. Juni 1731      | 16. September 1740 |
| Alberico Archinto                  |                                                                         | 30. September 1739 | 24. Mai 1756       |
| Antonio Maria Erba-Odescalchi      |                                                                         | 24. September 1759 | 19. November 1759  |
| Cesare Alberico Lucini             | Apostolischer Nuntius                                                   | 28. Januar 1760    | 19. Februar 1768   |
| Filippo Sanseverino                | emeritierter Bischof von Alife (Italien)                                | 29. Januar 1770    | 4. April 1776      |
| Jean-Siffrein Maury                |                                                                         | 24. April 1792     | 21. Februar 1794   |
| Pietro Gravina                     | Apostolischer Nuntius                                                   | 12. September 1794 | 8. März 1816       |
| Francesco Serra Casano             | Apostolischer Nuntius Koadjutorerzbischof von Capua (Italien)           | 16. März 1818      | 26. Juli 1826      |
| Luigi Amat di San Filippo e Sorso  | Apostolischer Nuntius                                                   | 9. April 1827      | 19. Mai 1837       |
| Raffaele Fornari                   | Apostolischer Nuntius                                                   | 24. Januar 1842    | 30. September 1850 |
| Carlo Sacconi                      | Apostolischer Nuntius                                                   | 2. Mai 1851        | 27. September 1861 |
| Giuseppe Berardi                   |                                                                         | 7. April 1862      | 13. März 1868      |
| Serafino Vannutelli                | Apostolischer Delegat Apostolischer Nuntius                             | 25. Juni 1869      | 14. März 1887      |
| Luigi Galimberti                   | Apostolischer Nuntius                                                   | 23. Mai 1887       | 25. Juni 1894      |
| Augusto Guidi                      | Kurienerzbischof                                                        | 18. Mai 1894       | 16. März 1900      |
| Rafael Merry del Val y Zulueta     | Präsident der Päpstlichen Diplomatenakademie                            | 19. April 1900     | 9. November 1903   |
| Giovanni Tacci Porcelli            | Kurienerzbischof Apostolischer Nuntius Apostolischer Internuntius       | 17. Dezember 1904  | 13. Juni 1921      |
| Giovanni Festa                     | Examinator des Vikariates Rom (Italien)                                 | 20. Januar 1923    | 18. April 1930     |
| Giuseppe Pizzardo                  | Präsident der Päpstlichen Kommission Pro Russia                         | 22. April 1930     | 13. Dezember 1937  |
| Aldo Laghi                         | Apostolischer Nuntius                                                   | 28. August 1938    | 2. Januar 1942     |
| Martin-Marie-Stanislas Gillet OP   |                                                                         | 30. September 1946 | 3. September 1951  |
| Ilario Alcini                      | Apostolischer Visitator der Seminare in Italien                         | 27. Oktober 1951   | 10. April 1976     |